# Pnigalio katonis
Pnigalio katonis is een vliesvleugelig insect uit de familie Eulophidae. De wetenschappelijke naam is voor het eerst geldig gepubliceerd in 1953 door Ishii.